# Bratislavskaja
Bratislavskaja (Russisch: Братиславская uitspraakⓘ) is een station aan de Ljoeblinsko-Dmitrovskaja-lijn van de Moskouse metro. Het station werd geopend tijdens de kerstdagen van 1996 als onderdeel van de verlenging van lijn 10 tot Marino. Het station is genoemd naar de Slowaakse hoofdstad Bratislava.

## Geschiedenis
Het station ligt op het tracé van het zuidoost kwadrant van de buitenringlijn uit de metroplannen uit 1965. Het plan bleef tot in de jaren tachtig bestaan al werden slechts drie stations echt gebouwd in 1969. Bratislavskaja is wel ontworpen als een overstap tussen die buitenringlijn en de Ljoeblinsko-Dmitrovskaja-lijn met een overstap op hetzelfde perron. Het station ligt dan ook min of meer oost-west zodat de buitenringlijn parallel zou lopen aan de Ljoeblinsko-Dmitrovskaja-lijn, die zelf noord-zuid loopt.  Het tracé van de Grote Ringlijn is inmiddels herzien en de overstap tussen de lijnen komt bij Petsjatniki.

## Ontwerp en inrichting
Het dubbelgewelfdstation ligt in dit geval op geringe diepte waarbij de twee gewelven in het midden worden gesteund door een zuilen rij zodat de reizigers over de volle lengte het perron kunnen oversteken. In het midden in de lengterichting zijn het gewelf en de zuilenrij onderbroken om ruimte vrij te houden voor een trap naar het ooit geplande tweede perron. De gewelven lopen evenmin door tot aan de toegangstrappen en op de kopse kanten van het gewelf zijn medaillons aangebracht, een met het voormalige Comecongebouw in Moskou, de ander met de burcht van Bratislava.  In het station is een plaquette geplaatst met de gemeentewapens van Moskou en Bratislava en in het Russisch en Slowaaks de tekst: "Ter ere van de vriendschap en samenwerking tussen de Slavische volkeren" . De tunnelwanden zijn boven perronniveau bekleed met lichtblauw marmer, daaronder met zwart marmer. Het perron zelf bestaat uit licht en donker graniet in een schaakbordpatroon. De verlichting bestaat uit tl-balken die boven de perronrand in het midden van de respectievelijke gewelven zijn opgehangen.

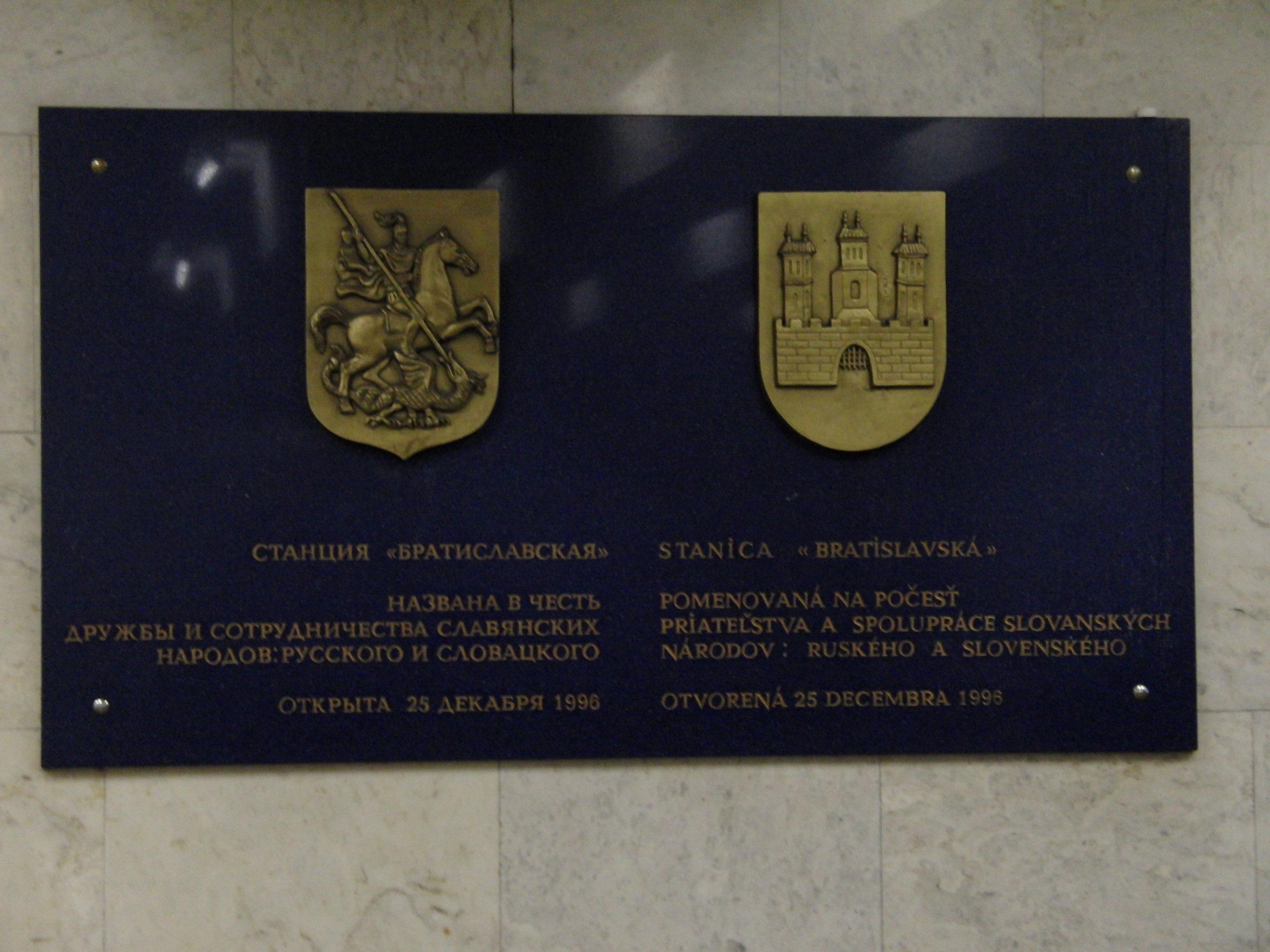
De gemeentewapens van Moskou en de Slowaakse hoofdstad Bratislava in het station
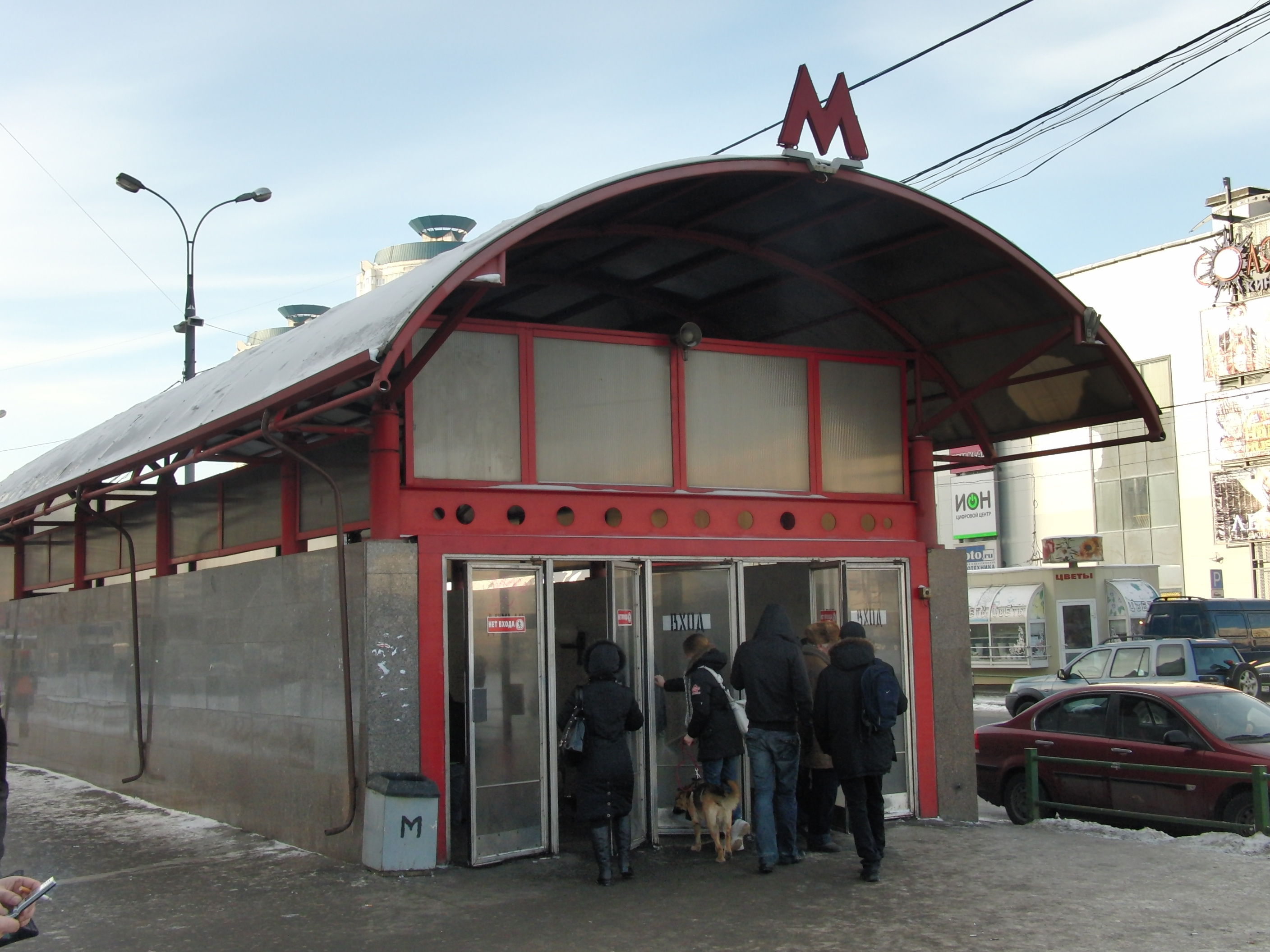
Een van de toegangen met afdak
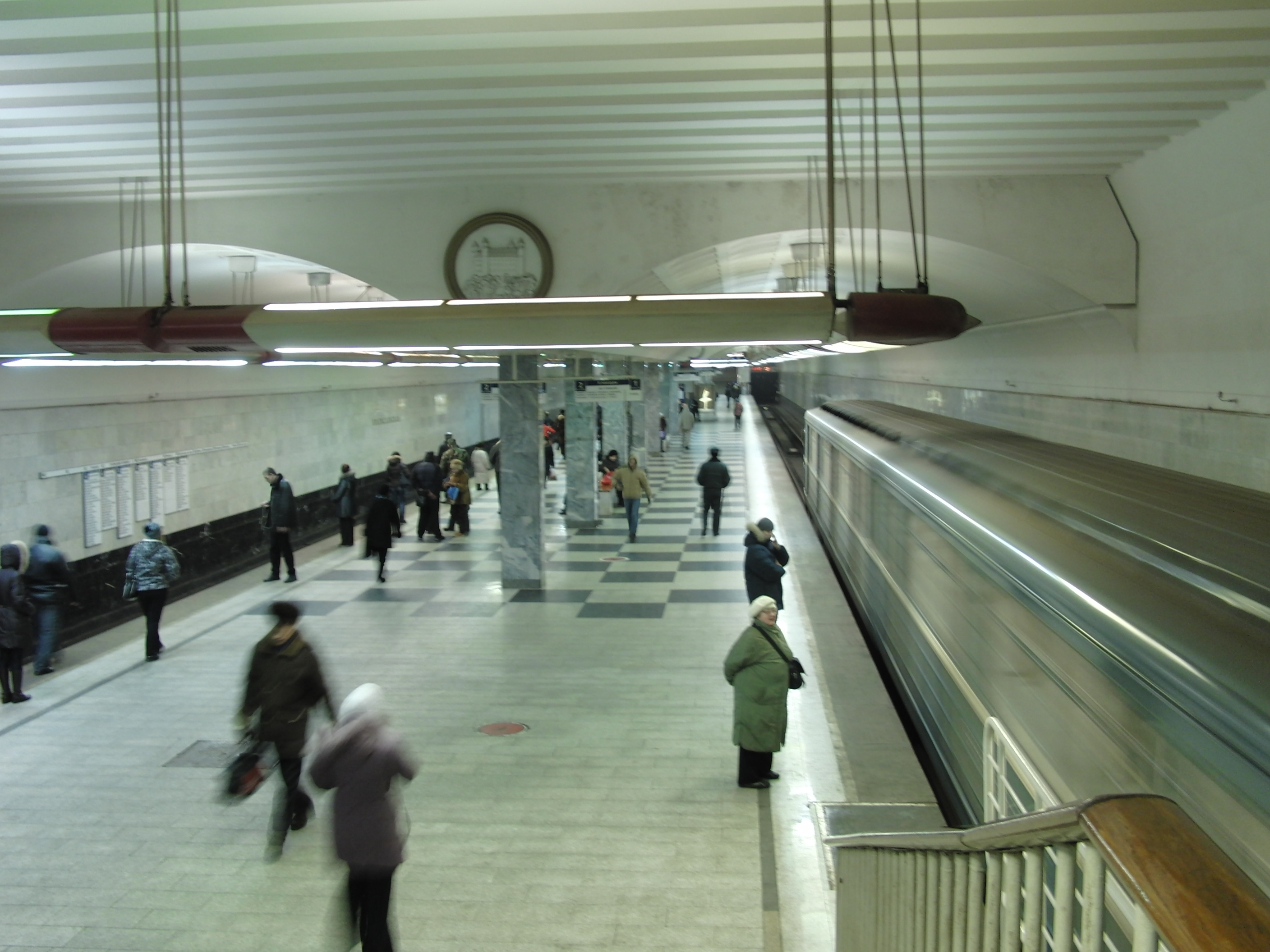
De trap aan een van de perron uiteinden, op de kopse kant van het gewelf de afbeelding van de burcht van Bratislava

## Ligging en verdeelhallen
Het station heeft twee ondergrondse verdeelhallen, de oostelijke heeft drie toegangen aan weerszijden van de Oelitsa Pererva aan de kant van de Bratislavskaja Oelitsa. De westelijke verdeelhal heeft toegangen rond het kruispunt van de Mjatskovski Boelvar en de Oelitsa Pererva. De trappen zijn bovengronds omzoomd met gewapend beton en voorzien van een bol afdak. De westelijkste toegang voor het winkel en amusementscomplex BUM werd al snel na de opening omgebouwd tot diensttoegang zonder doorgang naar het station. In de dienstruimte aldaar is de verwarming ondergebracht. Het ontwerp van het station voorzag hier in een toegang met een helling in plaats van een trap. Ten tijde van de opening van het station lag aan de noordkant van de Pererva Oelitsa een oud waterzuiveringsgebied, pas later werden hier woningen en winkels gebouwd. Toen het aantal bewoners en daarmee reizigers in de buurt toenam volgde ook de roep om de toegangshelling alsnog te openen. De toegang werd toen als technisch aangemerkt en de helling werd niet alsnog een toegang tot het station.

## Reizigersverkeer
Reizigers kunnen op oneven dagen en in het weekeinde vanaf 5:57 uur de metro naar het zuiden nemen. Op even dagen door de week is dit om 5:59 uur en in het weekeinde om 6:02 uur. In noordelijke richting vertrekt de eerste metro op doordeweekse even dagen om 5:47 uur en in het weekeinde om 5:48 uur op oneven dagen is dit respectievelijk 5:43 uur en 5:47 uur.

## Filmdecor
De Russische film Starje Kljatsji (Старые клячи) uit het jaar 2000 bevat een korte scène waarin een pantserwagen over de sporen door het station rijdt.